# Ylidy

trifenylofosfina

Ylidy – organiczne związki chemiczne posiadające sąsiadujące fragmenty z ładunkiem dodatnim oraz z ujemnym. Wypadkowy ładunek cząsteczki wynosi 0. Ładunek ujemny zlokalizowany jest zazwyczaj na atomie węgla, a dodatni na heteroatomie. Niektóre ylidy mogą mieć mezomeryczną formę z wiązaniem podwójnym:
Ar
3P+
−CH−
2 ↔ Ar
3P=CH
2
Ar – grupa aromatyczna, na przykład fenylowa (występuje najczęściej w ylidach fosforowych)

## Otrzymywanie
Ylidy fosforowe otrzymuje się w reakcji trifenylofosfiny z fluorowcopochodnymi alkilowymi, po czym na otrzymaną w ten sposób czwartorzędową sól fosfoniową działa się silną zasadą. Tak powstały ylid bez wydzielania z mieszaniny reakcyjnej poddaje się dalszym reakcjom.
Najprostszym przykładem ylidu fosforowego jest trifenylometylenofosforan, ale poprzez zastosowanie fluorowcopochodnych o innej budowie możliwe jest otrzymanie ylidów fosforowych z różnymi podstawnikami przy ylidowym atomie węgla.
Na powyższym schemacie zaznaczono również reguły nazewnictwa ylidów fosforowych.
Reakcją charakterystyczną dla ylidów fosforowych jest reakcja Wittiga.